# Paddy Reilly
Patrick „Paddy“ Reilly (* 18. Oktober 1939 in Rathcoole, County Dublin, Irland) ist ein irischer Folk-Musiker, Sänger und Gitarrist.

## Karriere als Solokünstler
Paddy Reilly begann seine Musikerkarriere 1966 als Straßen- und Kneipenmusiker in Irland. Erste Solo-Alben waren The Life of Paddy Reilly (1971), Paddy Reilly at Home (1972), The Town I Loved So Well (1975) und Green Shamrock Shore (1980). Ein wirklich durchschlagender Erfolg stellte sich jedoch nicht ein. Als sein Manager fungierte Jim Hand, den Reilly in Raheny, einem nördlichen Vorort von Dublin, kennen gelernt hatte, wo er in einem Hotel des Promoters Bill Fuller regelmäßig auftrat. Er verdiente damals nach eigenen Angaben 50 bis 60 Irische Pfund pro Auftritt und musste jedes Mal anschließend nach Hause fahren, weil eine Übernachtung am Ort des Auftritts seine eigenen Einnahmen überstiegen hätte.
Das änderte sich mit Reillys künstlerischem Durchbruch 1983. Ein Jahr zuvor hatte er das Solo-Album The Fields of Athenry aufgenommen. Jim Hand war überzeugt davon, dass der Titelsong als Single-Auskopplung ein Erfolg werden würde. Der Song The Fields of Athenry stammte aus der Feder des Komponisten Pete St. John. Er war zuerst 1979 von dem irischen Sänger Danny Doyle aufgenommen worden und kurz zuvor von der irischen Band The Barleycorn. Doch Paddy Reilly hatte größeren Erfolg mit dem Song als seine Vorgänger. Nachdem die Single am 31. Juli 1983 erschienen war, blieb sie 72 Wochen lang in den irischen Charts, wobei sie als höchste Positionierung Platz 4 erreichte.
Paddy Reilly füllte nun für hohe Gagen die großen Hallen und Konzerthäuser in Irland und wurde auch durch Tourneen in den USA und Australien bekannt. Seinem Genre treu bleibend, nahm er etliche weitere Solo-Alben mit irischen Liedern und Folksongs auf. 1988 erreichte er mit dem Song Flight of Earls Platz 1 der irischen Charts.

## Mitglied der Dubliners
Weltbekannt wurde er schließlich ab 1996, als er Mitglied der Dubliners wurde und deren Gründungsmitglied Ronnie Drew ersetzte. Mit den Dubliners nahm Reilly vier Alben auf, Further Along (1996), Alive Alive-O (1997), 40 Years (2002) und 40 Years – Live from the Gaiety.
2005 beendete Reilly seine Karriere, bei den Dubliners wurde er durch Patsy Watchorn ersetzt, und zog für einige Jahre nach New York City, wo er einige Irish Pubs besaß. Inzwischen lebt er wieder in Irland.

## Trivia
Der Folksong Come back Paddy Reilly (to Ballyjamesduff) des irischen Komponisten Percy French handelt nicht von dem Sänger Paddy Reilly, sondern von einem Kutscher, der nach Schottland auswanderte. French starb bereits 1920.